# Post-Avatar-Syndrom
Das Post-Avatar-Syndrom (in englischer Sprache auch Avatar blues oder Post-Avatar depression syndrome) ist ein medizinisch nicht anerkannter Begriff, welcher vom amerikanischen Magazin Variety erstmals verwendet wurde und aufgrund einer Besprechung in der britischen Zeitung Guardian weltweit rezipiert wurde.
Das Syndrom beschreibt den Zustand, welchen Betroffene erleben können, nachdem sie einen Film aus der Avatar-Filmreihe gesehen haben und wieder auf den eigenen Alltag treffen.
Der Film ließe nach Äußerung des Psychiaters Stephan Quentzel in einem CNN-Interview „das wirkliche Leben unvollkommener erscheinen“.